# Daniel Sánton
Daniel Sánchez Antonio, también conocido como Daniel Sánton (Juchitán de Zaragoza, Oaxaca, 2 de octubre de 1998), es un director de cine documental mexicano.

## Obra
Daniel Sánton ha realizado proyectos de fotografía y cine documental que son activos a la difusión y preservación de la cultura zapoteca del Istmo de Tehuantepec; desde las tradiciones, el arte, la lengua y los movimientos sociales contemporáneos, presentándose en escenarios emblemáticos como el Instituto de las Artes Gráficas de Oaxaca, el Teatro Juárez en la Guelaguetza, el Museo de Arte Contemporáneo de Oaxaca, el CONEICC en Mérida, el Instituto de las Artes y las Culturas de Quintana Roo, además de ser el ganador del primer lugar en el concurso de cortometrajes Cinemex de 2015.
Como cofundador del Colectivo Guenda ha realizado Personas; serie de mini documentales en la Riviera Maya, Batallas Guenda; liga de rap freestyle, como productor y tallerista en U Tsikbalil in kaajal; película documental realizada en el taller de cine documental en la Zona Maya de Quintana Roo, como proyecto del PACMYC 2019, en exposiciones fotográficas, murales urbanos entre otras disciplinas.

## Influencia
El trabajo de Daniel Sánton está fuertemente inspirado en la cultura zapoteca del Istmo de Tehuantepec demostrando la labor e importancia de los elementos que la representan en cada producción.

## Filmografía
- Unión Hidalgo Oaxaca (2016)
- Rostros de Unión Hidalgo (2017)[6]
- Personas (Serie de 4 capítulos) (2017)
- Zapoteco, Lengua de Protesta (2019)[7]